# Monastero di San Giorgio (Praga)
L'ex monastero di San Giorgio (in ceco Klášter svatého Jiří) è un edificio che si trova all'interno del castello di Praga, accanto alla basilica di San Giorgio e aveva la funzione di monastero benedettino femminile.
Il monastero venne fondato nel 973, accanto alla sede del potere ecclesiastico e temporale in Boemia e in alcuni periodi del Sacro Romano Impero.
Le badesse del monastero avevano l'inusuale privilegio d'incoronare le Regine consorti di Boemia, che fu "ereditato" nel 1782 dalle Principesse-badesse (che furono sempre delle Arciduchesse d'Austria) del Capitolo Nobile delle Canonichesse di Praga.
Questa istituzione fu privata dei suoi beni e illegittimamente "soppressa" dal governo rivoluzionario cecoslovacco nel 1918, l'ultima badessa fu l'arciduchessa Maria Annunziata d'Asburgo-Lorena.